# Sparisoma
Sparisoma è un genere di pesci ossei marini appartenente alla famiglia Scaridae.

## Distribuzione e habitat
Si incontrano in ambienti costieri di fondo duro o di barriera corallina dell'oceano Atlantico tropicale e subtropicale. Nel mar Mediterraneo è presente S. cretense.

## Specie
- Sparisoma amplum
- Sparisoma atomarium
- Sparisoma aurofrenatum
- Sparisoma axillare
- Sparisoma choati
- Sparisoma chrysopterum
- Sparisoma cretense
- Sparisoma frondosum
- Sparisoma griseorubrum
- Sparisoma radians
- Sparisoma rocha
- Sparisoma rubripinne
- Sparisoma strigatum
- Sparisoma tuiupiranga
- Sparisoma viride[1]